# Георгиев, Иван Васильевич
Ива́н Васи́льевич Гео́ргиев (7 ноября 1902, Шелгуны, Псковская губерния — 13 ноября 1950, Винница) — советский военный лётчик и военачальник, участник Польского похода РККА, Советско-финской, Великой Отечественной войн, командир ряда авиационных корпусов ВВС, генерал-лейтенант авиации.

## Биография
Георгиев Иван Васильевич родился 7 ноября 1902 года в деревне Шелгуны Псковской губернии в семье рабочего Русский. В РККА с июня 1924 года. Член ВКП(б) с 1927 года.

### Образование
- Ленинградская военно-теоретическая школа ВВС РККА[3] (1926)
- 2-я военная школа лётчиков в г. Борисоглебск[3] (1928)
- Высшая лётно-тактическая школа ВВС РККА в г. Липецк[3] (1936)

### До войны
В РККА И. В. Георгиев начал службу с июня 1924 года должности младшего командира 167-го стрелкового полка 56-й Московской стрелковой дивизии. В октябре 1925 года был направлен на обучение в Ленинградскую военно-теоретическую школу ВВС РККА, после неё во 2-ю военную школу лётчиков. Окончив школу в июне 1928 года был направлен в 43-ю авиационную эскадрилью 2-й авиационной бригады, на должности младшего лётчика. Занимал должности старшего лётчика, затем командира авиационного звена. В июне 1933 года назначен командиром отряда 5-й эскадрильи 201-й авиационной бригады.
В декабре 1935 года поступил в Высшую лётно-тактическую школу ВВС РККА (город Липецк). окончив школу в декабре 1936 года получил назначение в 49-ю авиационную бригаду на должность командира и комиссара эскадрильи. В феврале 1938 года назначен на должность командира бригады, а в июне — на должность командира 59-го бомбардировочного авиационного полка. Полк участвовал в походе Красной армии в Западную Белоруссию 1939 г., затем в Советско-финской войне 1939—1940 гг.. В марте 1940 года переведён на должность командира 312-го разведывательного авиационного полка в составе ВВС ПрибОВО.

### Участие в Великой Отечественной войне

Могила Георгиева на Лукьяновском военном кладбище Киева.

Великую Отечественную войну майор Георгиев встретил в должности командира 312-го разведывательного авиационного полка в составе Северо-Западного фронта. Полк принимал участие в оборонительных операциях в Прибалтике. В сентябре 1941 года полк переформирован в 312-й штурмовой авиационный полк, который в составе ВВС Западного фронта участвовал в обороне Москвы, совершив свыше 200 боевых вылетов. Полк имел на вооружении самолёты Р-5 и СБ, а после переформирования получил Ил-2.
В декабре 1941 года назначен командиром 23-й тяжёлой бомбардировочной авиационной дивизии (в марте 1942 г. была переименована в 53-ю авиационную дивизию и включена в состав ДА). Дивизия проводила ночные бомбардировки во взаимодействии с фронтовой авиацией в глубоком тылу противника, обеспечивая с воздуха советские части, находившиеся в окружении южнее г. Вязьма, и части, которые вели боевые действия против окружённых шести дивизий 16-й немецкой армии на Северо-Западном фронте в районе пгт Демянск (Новгородской области). С сентября 1942 г. дивизия участвовала в ночных бомбардировочных действиях в ходе Сталинградской битвы.
В апреле 1943 года И. В. Георгиев назначен командиром 5-го авиационного корпуса дальнего действия. Корпус привлекался для нанесения ударов по танковым группировкам и живой силе противника в районах сосредоточения и на поле боя, по железнодорожным узлам и эшелонам, переправам и мостам в полосах боевых действий войск Юго-Западного и Северо-Западного фронтов и участвовал в операциях:
- Курская битва[3] — с 5 июля 1943 года по 23 августа 1943 года
- Орловская операция «Кутузов»[3] — с 12 июля 1943 года по 18 августа 1943 года
- Кубанское воздушное сражение[3] — с 25 мая 1943 года по июль 1943 года
- Белгородско-Харьковская операция «Румянцев»[3] — с 3 августа 1943 года по 23 августа 1943 года
- Красносельско-Ропшинская операция[3] — с 14 января 1944 года по 30 января 1944 года
- Ленинградско-Новгородская операция[3]— с 14 января 1944 года по 1 марта 1944 года.
- Воздушная операция против Финляндии[3] — с 6 февраля 1944 года по 27 февраля 1944 года
- Бобруйская операция[3] — с 24 июня 1944 года по 29 июня 1944 года
- Белостокская наступательная операция[3] с 5 июля 1944 года по 27 июля 1944 года
- Воздушно-десантная операция в тылу противника на территории Чехословакии — в 1944 году

Корпус участвовал в освобождении городов Орёл, Люботин и Миргород, Красное Село, Красногвардейск, населённого пункта Ропша. Бобруйск, Соколка, Белосток.
За участие в освобождении г. Орёл 5-му авиационному корпусу дальнего действия было присвоено почётное наименование «Орловский». За 1944 г. части корпуса выполнили 10028 самолёто-вылетов, сбросили 5812 тонн бомб, десантировали 12230 человек, вывезли 2234 раненых. В январе 1945 г. корпус был выведен в резерв Ставки ВГК и в феврале расформирован, а И. В. Георгиев назначен командиром 9-го гвардейского бомбардировочного авиационного корпуса ВДВ резерва ВГК.

### После войны
После войны И. В. Георгиев в прежней должности.
- с апреля 1946 г. командир 19-го гвардейского бомбардировочного авиационного корпуса ДА 9-й воздушной армии в Северной Корее
- с февраля 1949 г. корпус переименован в 84-й гвардейский бомбардировочный авиационный корпус ДВВО
- с декабря 1949 г. — командир 81-го гвардейского бомбардировочного авиационного корпуса ДА

По свидетельству жены, записанному на семейной фотографии, что размещена в сети, погиб, разбившись на самолёте, 13 ноября 1950 года в городе Виннице. Похоронен в Киеве на Лукьяновском военном кладбище.

### Воинские звания
- Генерал-майор авиации — 25 марта 1943 года
- Генерал-лейтенант авиации — 18 сентября 1943 года

## Награды
- орден Ленина
- орден Красного Знамени
- орден Красного Знамени (06.01.1942)[7]
- орден Красного Знамени
- Орден Отечественной войны 2 степени (6.4.1985)[8]
- орден Кутузова 1 степени (19.8.1944)[9]
- орден Суворова 2 степени
- Орден Красной Звезды
- медали